# Khogyani (huyện), Ghazni
Khogyani là một huyện thuộc tỉnh Ghazni, Afghanistan. Dân số thời điểm năm 1999 là 17100 người.